# 23071 Tinaliu
23071 Tinaliu è un asteroide della fascia principale. Scoperto nel 1999, presenta un'orbita caratterizzata da un semiasse maggiore pari a 2,8887735 UA e da un'eccentricità di 0,0830985, inclinata di 2,55686° rispetto all'eclittica.